# 교황 식스토 4세
교황 식스토 4세(라틴어: Sixtus PP. IV, 이탈리아어: Papa Sisto IV)는 제212대 교황(재위: 1471년 8월 9일 - 1484년 8월 12일)이다. 본명은 프란체스코 델라 로베레(이탈리아어: Francesco della Rovere)이다. 그의 대표적인 업적으로는 시스티나 경당을 세우고 바티칸 도서관을 확장하는 등 학문과 예술을 장려함으로써 로마가 초기 르네상스 시대에 들어서게 한 것을 들 수 있다. 또한 그는 스페인 종교 재판을 허용하고, 콘스탄츠 공의회의 교령들을 무효화하였다. 하지만 식스토 4세는 족벌주의 정책과 더불어 1478년에 피렌체에서 벌어진 파치 음모사건에 관여한 인물로서 악명이 자자하기도 하였다.

## 생애

### 생애 초기
프란체스코는 오늘날 이탈리아 리구리아주 출신의 가난한 집안이었던 레오나르도 델라 로베레와 그의 아내 루치나 몬레오니 사이에서 태어났다. 그의 출생지는 사보나와 인접한 마을인 첼레리구레이다.
어린 시절에 프란체스코 델라 로베레는 사보나에 있는 프란치스코회에 입회하여 교육을 받았다. 청빈한 삶을 추구하는 프란치스코 수도회의 가르침은 정치적 출세와는 거리가 먼 선택이었다. 대신에 그는 볼로냐와 파도바에서 공부한후 지성인으로서 두각을 나타내기 시작하였다. 그는 곧 여러 이탈리아 대학에서 강의하며 교수로서 명성을 쌓아갔다.
1464년 프란체스코 델라 로베레는 프란치스코회 총장으로 선출되었는데, 그 때 그의 나이는 50세였다. 그리고 1467년에는 교황 바오로 2세에 의해 추기경에 서임되어 산 피에트로 인 빈콜리 성당을 명의 본당으로 하사받았다. 교황으로 선출되기 전까지 델라 로베레 추기경은 《그리스도의 피》, 《하느님의 힘》 등의 논문을 집필하는 등 세속적이지 않은 인물로 명망이 높았다.

### 교황 선출
그에 대한 경건한 평판은 곧 바오로 2세 사후 소집된 콘클라베에서 54일 만에 추기경단이 신속하게 후임 교황으로 그를 선출하는데 결정적인 요소로 작용한것은 사실이지만 선거에 막강한 힘을 행사하는 밀라노 공작에게 선물 공세를 한것도 큰 영향을 주었다. 그는 사생활이 엄격하고 의지도 강했다. 그러나 교황에 등극하면서 하루아침에 완전히 딴 사람으로 변했다. 물쓰듯 돈을 썼고 대관식때 사용했던 교황관은 10만 듀캇에 달했는데 이는 교황의 연간 수입의 30%에 달하는 금액이었다. 재원 마련을 위해서는 이전과 비교할 수 없는 규모의 전대사를 발행했고 성직매매를 일삼았다.
교황으로 선출된 델라 로베레는 교황으로서 자신의 새 이름을 5세기 이래 사용되지 않았던 식스토라는 이름을 선택하였다. 교황좌에 오른 후 그가 한 첫 번째 활동은 스미르나에 주둔한 오스만 제국 군대를 물리칠 십자군을 조직하는 것이었다. 십자군 원정을 위한 기금 모금 운동은 성공적이었으나, 정작 스미르냐 공략은 이렇다 할 성과를 내지 못하였다. 동방 정교회와의 일치 노력도 별다른 소득이 없었다. 이후 식스토 4세는 남은 임기 동안 세속 문제에 매달렸다.
식스토 4세는 1475년에 성년을 선포하여 많은 순례자들을 로마로 오게 하였다. 콘벤투알 수도회에 많은 특권을 부여하여 그 수도회의 성모 마리아 신심의 가르침을 널리 전하였다. 십자군 원정을 호소하였으나 대다수의 국가들이 호응하지 않았다. 다만 베네치아 공화국과 헝가리 왕국의 도움으로 겨우 오스만 제국으로부터 오트란토의 이탈리아 도시만을 재탈환할 수 있었다. 식스토 4세는 보르주 국사조칙 문제를 놓고 프랑스의 루이 11세 국왕과 계속 대립하였는데, 이 국사조칙에 따르면 교황의 교령을 프랑스에 포고하려면 먼저 국왕의 승인을 받도록 규정했기 때문이다. 식스토 4세는 국사조칙에 반대한 반면에 루이 11세는 지지하였다. 이 문제는 갈리아 교회의 독립과 특권을 주장하는 초석이 되었으며, 이에 따라 루이 11세는 식스토 4세와 첨예한 갈등을 빚었으나, 그의 주장은 끝내 수용되지 못하였다.

### 족벌주의

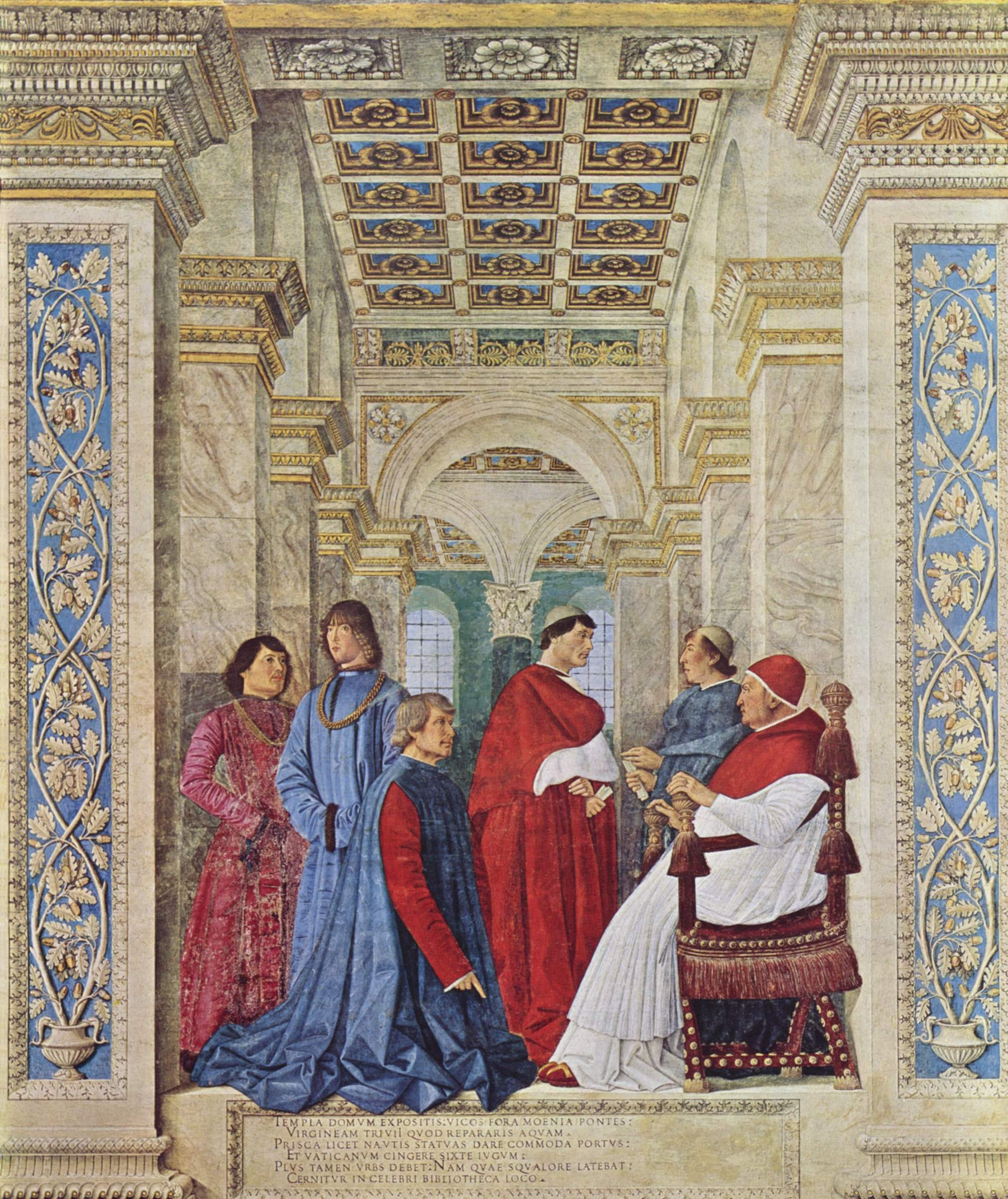
멜로초 다 포를리가 그린 바르톨로메오 플라티나를 바티칸 도서관장에 임명하는 교황 식스토 4세

다른 여러 교황과 마찬가지로, 식스토 4세 역시 가문의 번영과 부흥이 주요 관심사였으며, 친인척들을 등용하는 족벌주의 정책을 펼쳤다. 멜로초 다 포를리가 바르톨로메오 플라티나를 바티칸 도서관장으로 임명하는 식스토 4세의 모습을 묘사한 프레스코화에는 그의 조카들도 같이 그려져 있다. 교황 앞에 무릎을 꿇은 바르톨로메오 플라티나의 왼쪽에 서 있는 두 인물 가운데 왼쪽에 있는 인물은 조반니 델라 로베레이며, 오른쪽 인물은 지롤라모 리아리오이다. 그리고 플라티나의 오른쪽에 서 있는 인물은 추기경으로 서임된 줄리아노 델라 로베레로서, 훗날에 교황 율리오 2세가 된다. 줄리아노 델라 로베레 앞에 서 있는 인물은 사도좌 서기관에 임명된 라파엘레 리아리오이다.
프레스코화에는 묘사되지 않은 교황의 또다른 조카인 피에트로 리아리오 역시 삼촌인 교황으로부터 많은 특혜를 받았다. 피에트로는 식스토 교황의 대외 정책을 담당하였으며, 곧 로마에서 내노라 하는 재벌 가운데 한 사람이 되었다. 하지만 피에트로가 1474년에 일찍 사망한 이후, 줄리아노 델라 로베레가 그의 역할을 대신 맡게 되었다.
델라 로베레 가문의 세속에서의 번영은 식스토 4세가 세니갈리아의 통치자로 자신의 조카인 조반니 델라 로베레를 앉히면서 시작되었다. 또한, 그는 조반니를 우르비노 공작 페데리코 3세 다 폰테펠트로의 딸과 정략 결혼시켰다. 이후 1631년까지 우르비노 공작은 델라 로베레 가문이 독점하였다. 식스토 4세는 재위기간 동안 총 34명을 추기경에 서임했는데, 그 가운데 6명이 그의 조카였다.
교황은 1478년에 파치가의 음모사건을 간접적으로 지원하였다. 교황령 확장을 위해 피렌체의 통치가문인 메디치 가문을 몰아내고 피렌체를 교황령에 포함시키기 위해서였다. 기본적인 계획은 피렌체 공화국의 통치자인 로렌초와 그의 동생 줄리아노를 모두 암살한 다음 반란을 일으켜 식스토 4세의 조카들인 지롤라모 리아리오와 프란체스코 살비아티 등으로 하여금 피렌체 공화국의 정권을 장악하는 것이였다. 그러나 쿠테타는 실패로 끝났다. 주모자인 자신의 조카들이 군중들에 의해 죽임을 당하자 식스토 4세는 피렌체 전체를 파문하고 2년간 그들과 전쟁을 하였다. 더불어 그는 베네치아 공화국에게 페라라를 공격하게끔 충동질하였다. 이에 분노한 이탈리아의 여러 군주가 서로 제휴하여 평화를 깨뜨리지 말 것을 요구하자, 식스토 4세는 크게 골머리를 앓았다.

### 외교 정책
교황령의 요새들을 튼튼하게 방비한 식스토 4세는 베네치아 공화국에게 페라라 공작 에르콜레 1세 데스테를 침공하게끔 부추김으로써 1482년 페라라 전쟁이 발발하였다. 교황령과 베네치아 공화국이 합동으로 페라라 공국을 공격하자, 밀라노 공국의 스포르차 가문과 피렌체 공화국의 메디치 가문, 나폴리 왕국이 동맹을 맺고 이에 맞섰다. 식스토 4세는 적대적 군사 행동을 멈추고, 마르케에 델라 로베레 왕조를 수립하는 야망을 철회할 것을 요구받았으나 끝내 거부하였다. 1483년에 그는 베네치아령 전역에 성무 정지 조치를 내렸다.
1478년 11월 1일, 식스토 4세는 교황 칙서 《신실한 신앙심에서 우러나온 청원에 대하여》(Exigit Sinceras Devotionis Affectus)를 포고하여, 카스티야 왕국이 이단 심문을 자체적으로 실시하는 것을 승인하였다. 이는 그가 아라곤의 페르난도 2세 국왕으로부터 시칠리아에 있는 그의 군사들을 지원하지 않겠다는 정치적 압력을 받아 어쩔 수 없이 승인한 것이었다. 식스토 4세는 조약 초안과 사법권의 특혜를 놓고 스페인 왕실과 치열하게 언쟁하였음에도, 스페인 종교 재판소의 과도한 심문이 계속되는 것에 대해 우려하였다. 결국 그는 1482년에 스페인 종교재판이 명백하게 권력을 남용하고 있다고 비판하며 단죄하였다.
한편 교회 문제에 있어서 그는 1439년 바젤 공의회에서 확인한 성모 마리아의 원죄 없는 잉태에 대한 신심을 장려하고, 12월 8일을 원죄 없이 잉태되신 마리아 축일로 선포하였다. 또한, 그는 공식적으로 1478년 소집된 콘스탄츠 공의회의 교령들을 무효화하였다.

### 노예 제도
교황 니콜라오 5세는 1452년과 1455년에 각각 《다를 때까지》(Dum Diversas)와 《로마 교황》(Romanus Pontifex)이라는 제목의 교황 칙서를 반포하였다. 이들 칙서가 반포됨에 따라, 포르투갈인들에게는 군사 원정이나 교역을 통해 아프리카 해안가에서 노예들을 얻을 권리가 주어졌다. 이러한 권리는 1481년 6월 21일 교황 식스토 4세가 반포한 칙서 《Aeterni regi》에서 재차 확인되었다. 식스토 4세는 칙서에서 기독교도들의 무역량과 개종자의 수를 늘리기 위해서는 정복 활동이 불가피하다는 의견을 피력하였다. 식스토 4세는 1476년 칙서 《Regimini Gregis》를 반포하여 기독교인을 사로잡아 노예로 삼는 모든 선장과 해적을 파문에 처한다는 방침을 밝힌 동시에 카나리아 제도와 기니의 원주민들에게 기독교 신앙을 포교하여, 개종한 원주민과 그렇지 않고 이에 저항한 원주민 간의 사회적 지위에 있어서 명백한 차이를 둘 필요성이 있다고 역설하였다. 그리하여 교회에서는 저항하다가 개종당한 이들은 노예 상태로 만들어버리는 형벌을 내렸다.

### 각종 공공정책

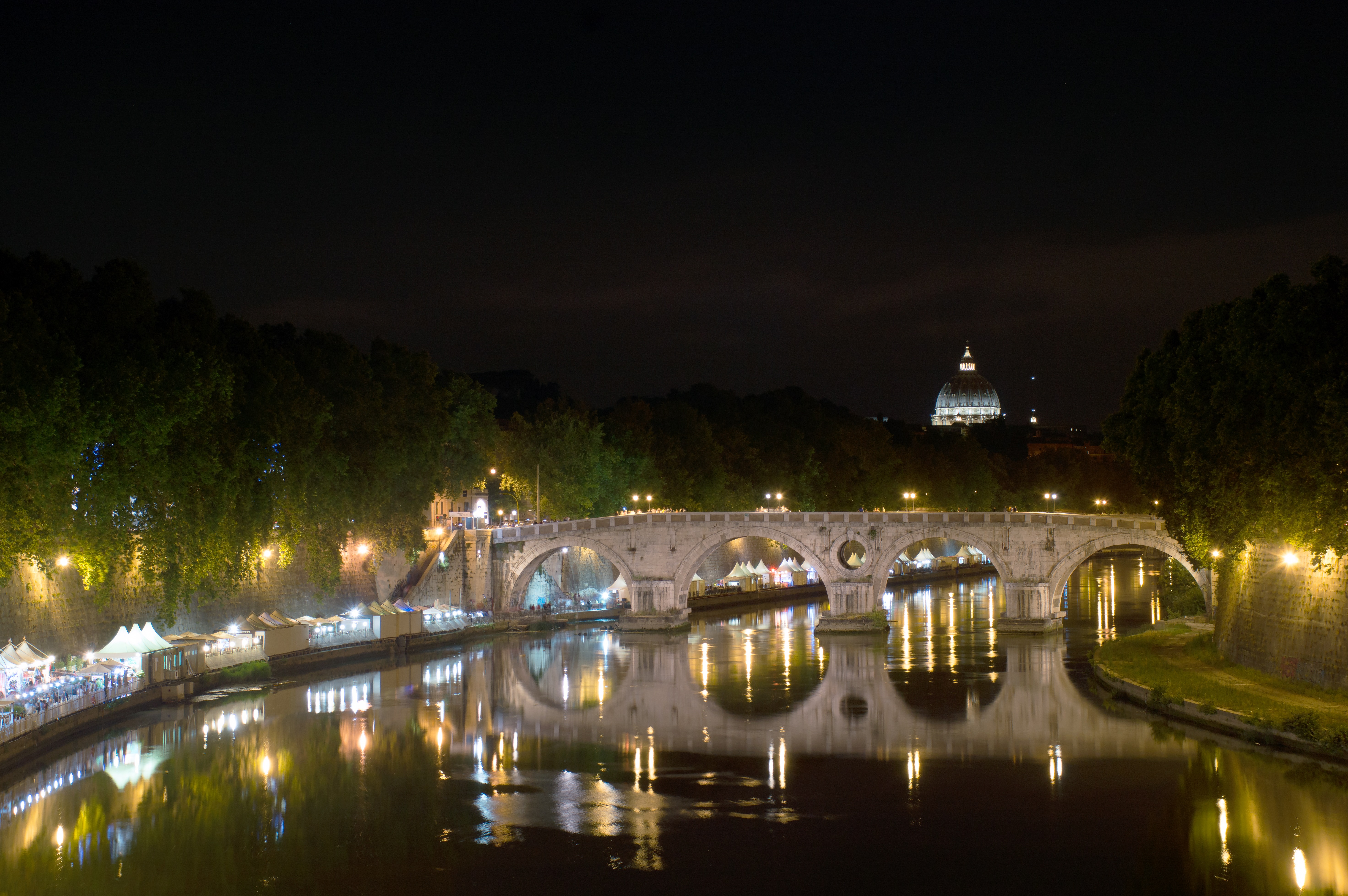
시스토 다리는 로마 제국 멸망 이후 로마에 처음으로 세워진 다리이다.

식스토 4세가 추진한 로마의 공공사업 지원 정책에 대해서는 반(反)교황주의적 연대기 시작가인 스테파노 인페수라도 높이 평가하는 부문이다. 바티칸 궁전에 있는, 멜로초 다 포를리가 식스토 4세와 그의 측근들을 묘사한 프레스코화에는 다음과 같은 내용의 식스토 4세에 대한 헌정 비문이 담겨 있었다. “당신은 당신의 도시에 성전과 거리, 광장, 방어 시설과 다리를 선사하였으며, 트레비에서 멀리 떨어진 곳에 처녀의 샘(Acqua Vergine)을 복원하였습니다.” 식스토 4세는 로마의 대표적인 문제점이었던 강물의 질 나쁜 수질을 정화하기 위해 송수로를 복구하였을 뿐만 아니라, 로마 시내의 거의 허물어져 가는 성당 30곳을 재건하였다. 이 때 복구된 성당 중에는 산 비탈레 성당과 산타 마리아 델 포폴로 성당 등이 포함되어 있다. 식스토 4세는 고대 로마 이후 테베레강 위에 처음으로 다리를 신설하도록 지시하였는데, 이 다리가 바로 시스토 다리이다. 또한, 그는 산탄젤로 성에서 성 베드로 대성전까지 시스티나 가도(오늘날의 보르고 산탄젤로)를 만들도록 지시하였으며, 시스티나 경당을 짓도록 하였다. 이러한 그의 사업은 모두 바티칸 언덕과 보르고 거리를 통합하여 로마의 심장부로 만들기 위한 목적으로 추진된 것이다. 이는 식스토 4세의 도시 계획의 일부에 불과하였다. 1477년에 교황은 로마 시대 이래 오랜 골칫거리였던 캄피돌리오에서 오랫동안 터전을 잡아 왔던 시장들을 정리하고, 주랑 현관을 해체하였다. 그리고 1480년 칙서를 반포하여 거리의 넓이를 확장하고 고대 로마 이후 최초의 포장 공사를 법령으로 지시하였다.
1471년 교황으로서 임기를 시작했을 무렵에 식스토 4세는 역사적으로 중요한 로마의 예술품 몇 점을 기부하였는데, 이는 훗날 후임 교황들이 예술품을 수집하는 활동의 시초가 되었다. 식스토 4세가 기부한 예술품들은 오늘날 카피톨리니 미술관에 전시되어 있다. 또한, 그는 바티칸 도서관의 규모를 확충하고 도서 목록을 보다 풍요롭게 만들었다. 식스토 4세는 또한 레기오몬타누스를 로마로 불러 율리우스력의 수정에 필요한 자문을 구했으며, 북유럽 등지에서 가스파르 반 베르베케, 마르브리아누스 데 오르토, 베르트란두스 등 가수 및 유명한 작곡가들을 로마로 초빙하여 교황 성가대의 규모와 위상을 한 차원 높이기도 하였다.
식스토 4세는 예술의 후원자였을 뿐만 아니라 과학의 후원자이기도 하였다. 교황으로 선출되기 전에 그는 당시 사회에서 매우 진보적이고 국제적 관점을 가졌던 파도바 대학교에서 공부하였다. 파도바 대학교는 교회로부터 상당한 독립을 보장받았으며, 매우 국제적인 특성을 갖고 있었다. 교황이 된 후에는 칙서를 반포하여 지역 교구장 주교들이 처형당한 범죄자들과 신원 미상의 시체들을 의사들 및 예술가들에게 해부용으로 제공할 것을 지시하였다. 식스토 4세의 이 같은 지지에 힘입어 해부학자 안드레아스 베살리우스는 티치아노의 제자인 얀 스테판 반 칼카르와 더불어 의학 발전에 새로운 장을 연 획기적인 해부학 교재인 《인체의 구조에 관하여》(De humani corporis fabrica)를 발간할 수 있었다.

## 사망

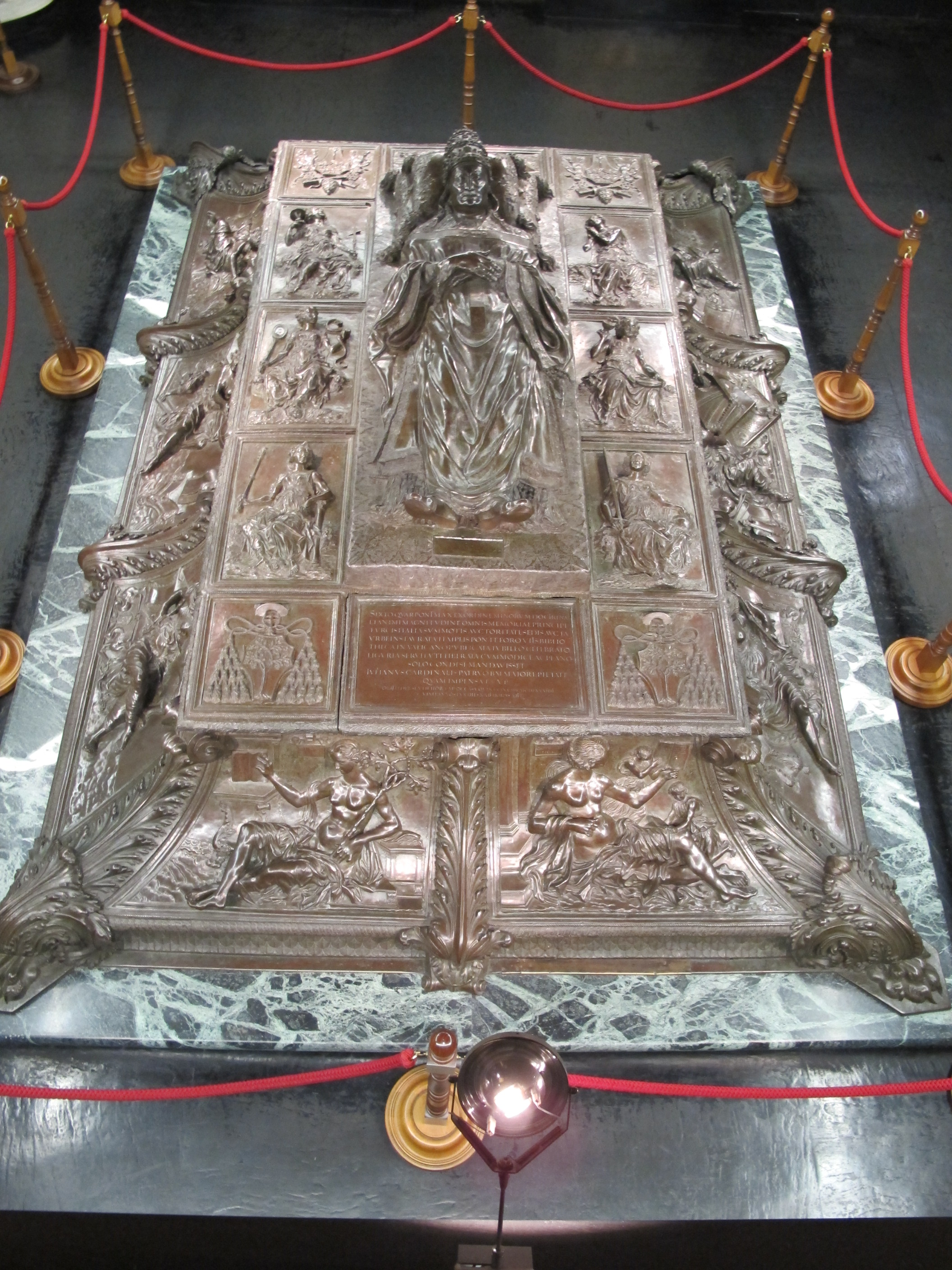
안토니오 델 폴라이올로가 만든 교황 식스토 4세의 무덤

1484년 6월 중순 식스토 4세는 열병에 걸렸고 그 해 8월에는 통풍에 걸려 일어나지 못하다가 결국 8월 12일에 선종하였다. 식스토 4세의 무덤은 1527년 로마 약탈 때 한 번 파괴된 적이 있었다. 오늘날 그의 유해는 조카인 교황 율리오 2세(줄리아노 델라 로베레)와 더불어 성 베드로 대성전 내부 교황 클레멘스 10세 기념비 앞바닥에 매장되어 있다. 지금은 단지 그의 이름을 새긴 소박한 대리석 묘비만이 그가 매장되어 있음을 알려주고 있을 뿐이다.
본래 안토니오 폴라이우올로가 식스토 4세를 기리기 위해 제작한 청동 조형 무덤은 오늘날 성 베드로 대성전의 지하 금고에 보관되어 있다. 무덤의 맨 위에는 교황이 누워 잠들어있는 것 같은 모습이 조각되어 있다. 그리고 잠들어 있는 교황의 주위를 문법, 수사법, 산수, 기하학, 음악, 미술, 천문학, 철학, 신학을 상징하는 여인들이 둘러싼 형태로 부조되어 있는데, 각 여인 부조상은 식스토 4세의 문장에 들어간 오크나무(이탈리아어로 로베레)를 손에 들고 있다. 식스토 4세의 청동 무덤은 그 자체의 아름다움 뿐만 아니라 복잡한 기호학과 고전적인 글귀 그리고 미술적 배치 구도에 있어서 르네상스 시대의 위대한 걸작품 가운데 하나로 손꼽히고 있다.